# Мстительный Человек-паук
«Мстительный Человек-паук» (англ. Avenging Spider-Man) — ежемесячная серия комиксов о Человеке-пауке, издававшаяся Marvel Comics с ноября 2011 года по июнь 2013 года. Всего было опубликовано 22 выпуска. События серии происходят в основной вселенной Marvel параллельно с серией The Amazing Spider-Man. Серия стала первой, не считая The Amazing Spider-Man, с Человеком-пауком в качестве главного персонажа, запущенной после отмены Friendly Neighborhood Spider-Man и второго тома The Sensational Spider-Man в декабре 2008 года в рамках сюжетной линии «One More Day». Формат новой серии схож с Marvel Team-Up: главным героем почти всегда остаётся Человек-паук, который в каждом номере объединяется с одним из супергероев вселенной Marvel.

## История публикаций
Новая серия с Человеком-пауком в главной роли была анонсирована Marvel в июне 2011 года. Первый номер вышел 9 ноября; в качестве сценариста выступил Зеб Уэллс, а в качестве художников — Джо Мадурейра (карандаш) и Ферран Дэниел (цвет). Первые три выпуска будут содержать специальный код, дающий возможность получить бесплатную цифровую копию комикса , что недавно вошло в обиход нескольких издательств.
Серия была прекращена в июне 2013 года на 22 выпуске. Её заменит Superior Spider-Man Team-Up, первый выпуск которой выйдет в июле 2013 года.

## Коллекционные издания
- Avenging Spider-Man: My Friends Can Beat Up Your Friends (выпуски #1-5), 120 страниц, твёрдая обложка, ISBN 0-7851-5778-6, июнь 2012.
- Spider-Man: Ends of the Earth (выпуск #8, The Amazing Spider-Man #682-687, Ends of the Earth Special) 197 страниц, твёрдая обложка, ISBN 0-7851-6005-1, август 2012.
- The Punisher Vol. 2 (выпуск #6, The Punisher #6-10, Daredevil #11) 208 страниц, мягкая обложка, ISBN 0-7851-5920-7, сентябрь 2012.
- Avenging Spider-Man: Short, Sharp, Shock (выпуски #7, 9-12) 112 страниц, твёрдая обложка, ISBN 0-7851-5780-8, декабрь 2012.